# Peary Nunatak
Peary Nunatak är en nunatak i Grönland (Kungariket Danmark).   Den ligger i kommunen Sermersooq, i den södra delen av Grönland, 500 km öster om huvudstaden Nuuk. Toppen på Peary Nunatak är 1 354 meter över havet, eller 241 meter över den omgivande terrängen. Bredden vid basen är 3,7 km.
Terrängen runt Peary Nunatak är kuperad åt nordost, men åt sydväst är den platt.  Trakten runt Peary Nunatak är nära nog obefolkad, med mindre än två invånare per kvadratkilometer. Det finns inga samhällen i närheten. Trakten runt Peary Nunatak är permanent täckt av is och snö.